# Spiroctenus marleyi
Espèce
Spiroctenus marleyi est une espèce d'araignées mygalomorphes de la famille des Bemmeridae.

## Distribution
Cette espèce est endémique du KwaZulu-Natal en Afrique du Sud,. Elle se rencontre vers Eshowe.

## Description
Le mâle syntype mesure 10,5 mm et la femelle syntype 15 mm.

## Étymologie
Cette espèce est nommée en l'honneur d'Harold Walter Bell-Marley.

## Publication originale
- Hewitt, 1919 : Descriptions of new South African Araneae and Solifugae. Annals of the Transvaal Museum, vol. 6, no 3, p. 63-111 (texte intégral).